# Casa al carrer Nou, 12 (Vilamalla)
Casa al carrer Nou, 12 és un habitatge del municipi de Vilamalla (Alt Empordà) inclòs en l'Inventari del Patrimoni Arquitectònic de Catalunya.

## Descripció
Casa cantonera situada al centre del poble de planta rectangular, amb planta baixa, pis i golfes i coberta a dues vessants. Actualment no podem veure el paredat original de la casa, ja que es troba totalment arrebossada. Sí que es pot veure a la cantonada, amb carreus ben tallats, així com a les obertures a on encara es conserven els carreus i les llindes originals. Totes les finestres de la casa tenen un ampit força marcat, i de la façana principal, cal esmentar la llinda de la porta d'accés a la casa amb la inscripció següent: 1614 SEPTAMINI CHARITATE EMULAMINI - SPIRITALIA - I -COR - 14. Sobre la porta d'accés hi ha una finestra amb la llinda també inscrita. Aquesta llinda té inscrita la data 1615. Entre ambdues obertures trobem una fornícula buida, a on probablement hi havia una imatge religiosa, però que no es conserva actualment. L'altre element decoratiu que trobem a la façana, tot i que es troba en mal estat de conservació és el balcó amb barana de forja decorat amb motius geomètrics.